# Поремби (Підкарпатське воєводство)
Поремби (пол. Poręby) — село в Польщі, у гміні Єдліче Кросненського повіту Підкарпатського воєводства.
Населення — 403 особи (2011).
У 1975-1998 роках село належало до Кросненського воєводства.

## Демографія
Демографічна структура станом на 31 березня 2011 року:
|          | Загалом | Допрацездатний вік | Працездатний вік | Постпрацездатний вік |
| -------- | ------- | ------------------ | ---------------- | -------------------- |
| Чоловіки | 211     | 53                 | 143              | 15                   |
| Жінки    | 192     | 35                 | 120              | 37                   |
| Разом    | 403     | 88                 | 263              | 52                   |